# Α-Amino-3-hydroxy-5-methylisoxazol-4-propionsäure
α-Amino-3-hydroxy-5-methyl-4-isoxazolpropionsäure (häufig, aber mehrdeutig abgekürzt mit AMPA) ist eine chemische Verbindung aus der Gruppe der synthetischen nichtproteinogenen Aminosäuren.

## Isomere
α-Amino-3-hydroxy-5-methylisoxazol-4-propionsäure ist eine chirale Verbindung. Es existieren zwei Stereoisomere, (S)- und (R)-AMPA. Wirkung an biologischen Rezeptoren zeigt nur (S)-AMPA, daher ist meist dieses Isomer gemeint, wenn von AMPA ohne weiteren Zusatz die Rede ist.
| Isomere von ΑMPA |                      |            |
| Name             | (S)-AMPA             | (R)-AMPA   |
| Andere Namen     | L-(+)-AMPA           | D-(−)-AMPA |
| Strukturformel   |                      |            |
| CAS-Nummer       | 83643-88-3           | 83654-13-1 |
| CAS-Nummer       | 77521-29-0 (Racemat) |            |
| PubChem          | 158397               | 6604707    |
| PubChem          | 1221 (unspez.)       |            |
| DrugBank         | DB02057              | –          |
| DrugBank         | – (unspez.)          |            |
| Wikidata         | Q917803              | Q27277614  |
| Wikidata         | Q66370552 (unspez.)  |            |

## Eigenschaften
(S)-AMPA ist ein Agonist der AMPA-Rezeptoren, einer Untergruppe der ionotropen Glutamatrezeptoren, die gleichzeitig auch Ionenkanäle sind. Es löst nach Aktivierung durch Einstrom von Natrium- und Kaliumionen in Neuronen ein exzitatorisches postsynaptisches Potential (EPSP) aus. In elektrischen Synapsen hemmt AMPA die Weiterleitung eines EPSP. Nach Bindung von AMPA an den AMPA-Rezeptor erfolgt eine Clathrin-vermittelte Endozytose des AMPA-Rezeptors.